# Hideo Sekigawa
Hideo Sekigawa (関川秀雄 Sekigawa Hideo?, n. 1 decembrie 1908, Insula Sado, Prefectura Niigata, Japonia – d. 16 decembrie 1977, Tokyo⁠(d), Tōkyō, Japonia) a fost un regizor de film japonez.

## Biografie
Hideo Sekigawa a fost angajat la 26 februarie 1936 ca regizor asistent, la inițiativa regizorului Kajirō Yamamoto, de studiourile PCL (Photo Chemical Laboratories), predecesoare al companiei Tōhō. Odată cu el au fost angajați și viitorii regizori Akira Kurosawa și Seiji Maruyama. Primul său salariu a fost de 28 de yeni (aproximativ 560 de dolari americani). Sekigawa a filmat în principal documentare, printre care Aripi mari (Oinaru Tsubasa) în 1944. În 1946 a colaborat cu Akira Kurosawa și Kajirō Yamamoto la realizarea producției cinematografice Cei care construiesc viitorul (Asu o tsukura hitobito), film sponsorizat de organizațiile sindicale. Suspectat că ar avea opinii comuniste, a fost îndepărtat din compania Tōhō în 1948 și obligat să lucreze în mod independent.
Alături de Tadashi Imai și Satsuo Yamamoto, a fost considerat un cineast angajat radical în promovarea ideologiei politice comuniste. La începutul anilor 1950 a realizat numeroase filme cu trimiteri politice, care erau uneori critice la adresa autorităților de ocupație americane. Cel mai cunoscut film al său este Hiroshima, care a fost lansat în 1953. Regizorul francez Alain Resnais a inclus ulterior câteva extrase din acest film în propriul său film Hiroshima mon amour (1959). Rolurile principale din ambele filme au fost interpretate de actorul japonez Eiji Okada.
Hideo Sekigawa a regizat aproximativ cincizeci de filme între 1946 și 1969.

## Filmografie selectivă

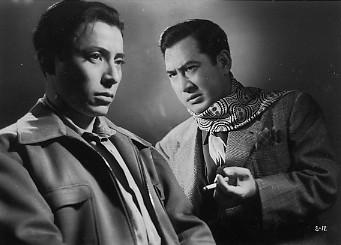
Kōkichi Takada și Utaemon Ichikawa în Senritsu (1950).

- 1946: Ceux qui bâtissent l'avenir (明日を創る人々 Asu o tsukuru hitobito?), regizat împreună cu Kajirō Yamamoto și Akira Kurosawa[7]
- 1947: Daini no jinsei (第二の人生?)
- 1947: Vingt-quatre heures sous terre (地下街二十四時間 Chikagai nijuyojikan?), regizat împreună cu Kiyoshi Kusuda și Tadashi Imai
- 1950: Senritsu (戦慄?)
- 1950: Écoutez les grondements de l'océan (日本戦歿学生の手記 きけ、わだつみの声 Nihon senbotsu gakusei shuki: Kike wadatsumi no koe?)
- 1950: Gunkan sudeni kemuri nashi (軍艦すでに煙なし?)
- 1951: La Vie d'un travailleur du rail (Tetsuro no ikiru)
- 1953: Les Enfants métis (混血児 Konketsuji?)
- 1953: Hiroshima (ひろしま?)[5]
- 1954: La Fête stupide (狂宴 Kyōen?)
- 1956: Noguchi Hideyo no shōnen jidai (野口英世の少年時代?)
- 1956: Seishun no oto (青春の音?)
- 1960: Ōinaru tabiji (大いなる旅路?)
- 1960: Ōinaru bakushin (大いなる驀進?)
- 1961: Ma vie est comme un incendie (わが生涯は火の如く Wagu shogai wa hi no gotoko?)
- 1963: Tōkyō antacchaburu: Dassō (東京アンタッチャブル 脱走?)
- 1965: Le Proxénète (ひも Himo?)
- 1965: Dani (ダニ?)
- 1965: Kamo (かも?)
- 1966: Ichiman sanzennin no yōgisha (一万三千人の容疑者?)

## Premii
Două dintre filmele regizate de Hideo Sekigawa, Dainai no Jinsei (1948) și Bakuon to Daichi (1957) au fost incluse în topurile celor mai bune 10 filme japoneze ale anului, alcătuite de revista de specialitate Kinema Jumpo: Dainai no Jinsei pe locul 10 în topul anului 1948 și Bakuon to Daichi pe locul 8 în topul anului 1957.

## Legături externe
- Hideo Sekigawa la Internet Movie Database
- Hideo Sekigawa pe Japanese Movie Database